# Япония на зимних Олимпийских играх 1992
Япония принимала участие в Зимних Олимпийских играх 1992 года в Альбертвиле (Франция) в четырнадцатый раз за свою историю, и завоевала одну золотую, две серебряных и четыре бронзовые медали.

## Золото
- Лыжное двоеборье, мужчины — Рэйити Миката, Таканори Коно, Кэндзи Огивара.

## Серебро
- Фигурное катание, женщины — Мидори Ито.
- Конькобежный спорт, мужчины — Тосиюки Куроива.

## Бронза
- Конькобежный спорт, мужчины — Дзюнъити Иноуэ.
- Конькобежный спорт, мужчины — Юкинори Миябэ.
- Конькобежный спорт, женщины — Сэйко Хасимото.
- Шорт-трек — Юити Акасака, Тацуёси Исихара, Тосинобу Каваи, Цутому Кавасаки.